# Stefanie Henneke
Stefanie Henneke (* 24. November 1979 in Bassum) ist eine deutsche Politikerin der Grünen. Sie war in den Jahren 2009 bis 2011 Vorsitzende des Landesverbands Niedersachsen.

## Ausbildung und Beruf
Nach dem Abitur in Syke studierte Henneke an der Universität Bremen von 1999 bis 2006 Politikwissenschaft und Anglistik. Anschließend promovierte sie an der Bremen International Graduate School of Social Sciences (BIGSSS).

## Politik
Henneke begann ihr politisches Engagement 1995 bei der Grünen Jugend und ist seit 1999 Mitglied bei Bündnis 90/Die Grünen. Zwischen 1999 und 2006 gehörte sie dem Kreisvorstand im grünen Kreisverband Diepholz an. Sie war für die Grünen Direktkandidatin im Wahlkreis Syke bei den Landtagswahlen 2003 und 2008 sowie im bei der Bundestagswahl 2009 im Wahlkreis 34. Von 2006 bis 2011 war sie Ratsmitglied und Fraktionsvorsitzende in Syke.
Stefanie Henneke gehörte dem Landesvorstand der niedersächsischen Grünen 2001–2005 als Beisitzerin an, 2006–2009 war sie Mitglied des Parteirates. Von Februar 2009 bis Februar 2011 war sie eine von zwei gleichberechtigten Landesvorsitzenden, anfangs gemeinsam mit Dorothea Steiner und ab 2010 gemeinsam mit Anja Piel. Henneke kündigte im November 2010 an, beim Landesparteitag der Grünen im Februar 2011 nicht wieder für das Amt der Landesvorsitzenden zu kandidieren, weil sie ab Januar 2011 die Geschäftsführung des Verbundes Norddeutscher Universitäten in Bremen übernehmen werde.